# Alexander Watson
Alexander Fletcher Watson (Boston, 8 de agosto de 1939) es un diplomático estadounidense retirado. Se desempeñó como encargado de negocios en Bolivia entre 1980 y 1981, embajador en Perú entre 1986 y 1989, y Secretario de Estado Adjunto para Asuntos Interamericanos de 1993 a 1996.

## Biografía
Asistió a Harvard College, obteniendo un título de grado en gobierno en 1961, y se unió al servicio exterior en 1962.
Se desempeñó como vicecónsul y tercer secretario en la embajada estadounidense en República Dominicana, y en 1964 se convirtió en vicecónsul en la embajada en España. Dejó Madrid en 1966 para convertirse en analista de inteligencia en la Oficina de Inteligencia e Investigación del Departamento de Estado. Continuó sirviendo como analista de inteligencia hasta 1968, cuando comenzó a asistir a la Universidad de Wisconsin-Madison, graduándose con su maestría un año después.
De 1969 a 1972, volvió a trabajar en el extranjero, esta vez en Brasil. Sirvió sus primeros seis meses en el país como oficial político en la embajada en Brasilia y luego como cónsul y oficial principal en el Consulado en Salvador de Bahía hasta julio de 1973 cuando regresó a Estados Unidos para trabajar como oficial en la Oficina de Asuntos Brasileños, una división de la Oficina de Asuntos Interamericanos del Departamento de Estado.
En 1975, fue transferido a la Oficina de Asuntos Económicos y Comerciales, convirtiéndose en asistente especial para Asuntos Legislativos y Públicos. En 1977, fue ascendido a director adjunto de la Oficina de Finanzas para el Desarrollo, y un año después se convirtió en director. En 1979, regresó a América Latina, sirviendo sucesivamente como subjefe de misión en tres embajadas estadounidenses: Bolivia (1979-1981), Colombia (1981-1984) y Brasil (1984-1986).
En 1986, se convirtió en el Embajador de los Estados Unidos en Perú, sirviendo hasta 1989. En ese año, se convirtió en representante permanente adjunto de los Estados Unidos ante las Naciones Unidas, ocupando este cargo hasta 1993, cuando fue nombrado Secretario de Estado Adjunto para Asuntos Interamericanos por el presidente Bill Clinton. Se retiró cerca del final del primer mandato de Clinton en 1996.
En 1992 había sido designado embajador en Brasil, pero su nombramiento no fue tratado por el Senado.
Posteriormente, The Nature Conservancy lo nombró en 1996 vicepresidente y director ejecutivo de su división de América Latina y el Caribe y, luego fue vicepresidente y director ejecutivo del Programa de Conservación Internacional de The Nature Conservancy. En 2002 dejó ese cargo, siendo desde entonces director gerente en Hills & Co International Consultants.